# (233880) Urbanpriol
(233880) Urbanpriol est un astéroïde de la ceinture principale.

## Description
(233880) Urbanpriol est un astéroïde de la ceinture principale. Il fut découvert le 26 novembre 2008 à Wildberg par Rolf Apitzsch. Il présente une orbite caractérisée par un demi-grand axe de 3,19 UA, une excentricité de 0,17 et une inclinaison de 5,5° par rapport à l'écliptique.

## Compléments